# 아키시마시
아키시마시(일본어: 昭島市)는 일본 도쿄도에 있는 시이다.

## 지리
도쿄도 중서부에 위치한다. 다마강이 흐른다. 남서쪽으로 하치오지시, 북서쪽으로 훗사시, 북동쪽으로 다치카와시, 남동쪽으로 히노시와 접한다.

## 역사
아키시마시는 1954년 5월 1일에 설립되었다. 아키시마는 쇼와정(昭和町)과 하이지마촌(拝島村)이 합쳐져 설치된 것으로 도시 이름은 과거 행정구역의 이름을 한 문자씩 따온 것이다. 첫 번째 문자 '아키'는 쇼와정의 '쇼'에서 온 것인데 아키는 '昭'를 훈독한 것이고 쇼는 음독한 것이다. 두 번째 문자 '시마'는 하이지마촌의 '지마'에서 온 것인데 연탁 때문에 발음이 다소 변화하였다.

## 교통

### 도로
- 국도 16호선

### 철도
- 동일본 여객철도
  - 오메선
  - 하치코선
  - 이쓰카이치선

- 세이부 철도
  - 하이지마선

## 인구
| 연도 | 인구    | ±%      |
| ---- | ------- | ------- |
| 1920 | 5,896   | —       |
| 1930 | 7,500   | +27.2%  |
| 1940 | 13,936  | +85.8%  |
| 1950 | 31,692  | +127.4% |
| 1960 | 44,805  | +41.4%  |
| 1970 | 75,662  | +68.9%  |
| 1980 | 89,344  | +18.1%  |
| 1990 | 105,372 | +17.9%  |
| 2000 | 106,532 | +1.1%   |
| 2010 | 112,297 | +5.4%   |
| 2020 | 113,949 | +1.5%   |